# Corvus boreus
O Corvus boreus é uma ave da família Corvidae (corvos).

## Características
- Comprimento:
- Envergadura:
- Peso:
- Longevidade:

## Distribuição
Tem uma distribuição bastante restricta. Podendo ser encontrado apenas numa pequena zona do nordeste de Nova Gales do Sul.

## Habitat
Preferem zonas abertas, pouco arborizadas. Podem ser vistos em bosques e florestas pouco densas, montanhas e zonas agrícolas, bem como nas zonas limítrofes das cidades.

## Reprodução
Estas aves vivem em acasalamento permanente, necessitando de um território bastante grande para se reproduzirem. A sua época de reproducção vai de Julho a Setembro. O ninho, normalmente situa-se em árvores bastante altas, com mais de 10 metros de altura e é construído pelos dois membros do casal. Trata-se de um ninho bastante grande em forma de cesto, construído cuidadosamente com ramos, casca de árvores e revestido por dentro de penas.
A postura é de 5 a 7 ovos sendo a incubação assegurada exclusivamente pela fêmea durante os 20 dias que dura o período de choco.
Os filhotes são alimentados por ambos os pais e abandonam o ninho com aproximadamente 45 dias de idade, mantendo-se junto da família durante os 4 meses seguintes. Depois de se separarem dos progenitores vagueiam em bandos de 30 a 40 indivíduos, até que atingem a maturidade reproductiva, por volta dos 3 anos de idade, altura em que acasalam e se fixam num território para toda a vida.

## Alimentação
É uma ave omnívora caracterizada por um regime alimentar bastante variado. Com uma actividade necrófaga bastante importante, tem como componente principal da sua alimentação a carne proveniente de cadáveres de outros animais. Fazem ainda parte da sua alimentação pequenos mamíferos, insectos, pequenos répteis, e invertebrados, bem como frutas cereais, bagas e resto de comida humana, em zonas urbanas. Pode ainda atacar ninhos para comer os ovos ou as crias.

## Subespécies
- C. boreus boreus
- C. boreus novaanglica